# Frank Ruddle
Francis Hugh Ruddle (1929–2013) est un biologiste cellulaire et du développement américain qui est professeur Sterling à l'Université Yale. Ruddle est l'un des premiers visionnaires du projet du génome humain et crée la première souris génétiquement modifiée. Il est un pionnier de la génétique humaine et de la souris.

## Jeunesse et éducation
Les parents de Ruddle, Thomas H. Ruddle et Mary Henley Rhodda Ruddle, immigrent du Royaume-Uni à West New York, New Jersey, où Frank est né le 19 août 1929,. Il grandit à Mariemont, Ohio, où Ruddle passe une grande partie de son enfance près de la rivière Ohio. Quittant le lycée tôt, Frank devient membre de l'US Air Force en 1946, jusqu'en 1949,. Avec l'aide du GI Bill, Frank poursuit ses études à l'Université de Wayne State, où il obtient son baccalauréat et sa maîtrise à seulement deux ans d'intervalle,. Au cours de l'année 1960, il obtient son doctorat en zoologie à l'Université de Californie à Berkeley,.

## Carrière
En 1961, le département de biologie de l'Université Yale accueille Ruddle. C'est là qu'il consacre son temps à l'analyse de la génétique des cellules somatiques et à la recombinaison de l'ADN. Il travaille sur la cartographie des gènes humains,,. Ruddle commence ses recherches et ses expérimentations à Yale, et son travail en laboratoire contribue au développement du projet du génome humain,. Voulant approfondir ses recherches pour en savoir plus sur les maladies humaines, Ruddle consacre son temps au transfert de gènes humains chez des souris. C'est au cours de l'année 1981 que les recherches de Ruddle et de son équipe sont publiées pour la première fois, annonçant qu'ils ont créé la toute première souris transgénique, en modifiant complètement l'arrangement de leurs gènes,,. Les scientifiques ont réussi à transférer des gènes de deux virus appelés Herpes simplex et SV-40 dans de nouveaux œufs de souris fécondés, qui ont ensuite été insérés dans des souris femelles. Le résultat consiste en des animaux qui sont partiellement des souris et partiellement des non-souris. En 1974, Ruddle crée le tout premier Human Gene Mapping Workshop, et douze ans plus tard, avec Victor McKusick, commence à créer une nouvelle revue nommée Genomics, dont le nom représente désormais toute une branche d'étude. Le journal documente le développement de nombreux domaines différents liés à la cartographie génétique.

## Prix et reconnaissances
En 1971, Ruddle devient président de la Society for Developmental Biology et, en 1985, il est également président de l'American Society of Human Genetics. Deux ans plus tard, il devient président de l'American Society of Cell Biology. Il est élu à l'Académie nationale des sciences en 1976, à l'Institut de médecine en 1985 et à l'Académie américaine des arts et des sciences en 1977. En 1983, Ruddle reçoit le William Alan Memorial Award de l'American Society of Human Genetics. Ruddle reçoit aussi le prix Dickson en médecine. Tout au long de sa carrière, il publie à plus de 900 publications dans le domaine.